# Skate America 2001
Navigation
Édition précédente Édition suivante
Le Skate America est une compétition internationale de patinage artistique qui se déroule aux États-Unis au cours de l'automne. Il accueille des patineurs amateurs de niveau senior dans quatre catégories: simple messieurs, simple dames, couple artistique et danse sur glace.
Le vingtième Skate America est organisé du 24 au 28 octobre 2001 à la World Arena de Colorado Springs dans le Colorado. Il est la première compétition du Grand Prix ISU senior de la saison 2001/2002.

## Résultats

### Messieurs
| Rang | Nom              | Pays       | Points | Prog. court | Prog. libre |
| ---- | ---------------- | ---------- | ------ | ----------- | ----------- |
| 1    | Timothy Goebel   | États-Unis | 1.5    | 1           | 1           |
| 2    | Takeshi Honda    | Japon      | 3.5    | 3           | 2           |
| 3    | Aleksandr Abt    | Russie     | 4.0    | 2           | 3           |
| 4    | Michael Weiss    | États-Unis | 7.5    | 7           | 4           |
| 5    | Ilia Klimkin     | Russie     | 7.5    | 5           | 5           |
| 6    | Matthew Savoie   | États-Unis | 9.0    | 4           | 7           |
| 7    | Li Chengjiang    | Chine      | 10.0   | 8           | 6           |
| 8    | Ben Ferreira     | Canada     | 11.0   | 6           | 8           |
| 9    | Brian Joubert    | France     | 14.0   | 10          | 9           |
| 10   | Silvio Smalun    | Allemagne  | 15.5   | 9           | 11          |
| 11   | Fedor Andreev    | Canada     | 16.0   | 12          | 10          |
| 12   | Kensuke Nakaniwa | Japon      | 17.5   | 11          | 12          |

### Dames
| Rang | Nom                  | Pays       | Points | Prog. court | Prog. libre |
| ---- | -------------------- | ---------- | ------ | ----------- | ----------- |
| 1    | Michelle Kwan        | États-Unis | 1.5    | 1           | 1           |
| 2    | Sarah Hughes         | États-Unis | 3.0    | 2           | 2           |
| 3    | Viktoria Volchkova   | Russie     | 4.5    | 3           | 3           |
| 4    | Shizuka Arakawa      | Russie     | 7.0    | 6           | 4           |
| 5    | Sasha Cohen          | États-Unis | 7.0    | 4           | 5           |
| 6    | Júlia Sebestyén      | Hongrie    | 8.5    | 5           | 6           |
| 7    | Jennifer Robinson    | Canada     | 10.5   | 7           | 7           |
| 8    | Mikkeline Kierkgaard | Danemark   | 13.0   | 8           | 9           |
| 9    | Utako Wakamatsu      | Japon      | 13.5   | 11          | 8           |
| 10   | Ielena Sokolova      | Russie     | 14.5   | 9           | 10          |
| 11   | Vanessa Giunchi      | Italie     | 16.0   | 10          | 11          |

### Couples
| Rang | Nom                                       | Pays        | Points | Prog. court | Prog. libre |
| ---- | ----------------------------------------- | ----------- | ------ | ----------- | ----------- |
| 1    | Jamie Salé / David Pelletier              | Canada      | 1.5    | 1           | 1           |
| 2    | Kyoko Ina / John Zimmerman                | États-Unis  | 3.0    | 2           | 2           |
| 3    | Tatiana Totmianina / Maksim Marinin       | Russie      | 4.5    | 3           | 3           |
| 4    | Julia Obertas / Alexei Sokolov            | Russie      | 6.5    | 5           | 4           |
| 5    | Danielle Hartsell / Steve Hartsell        | États-Unis  | 8.0    | 6           | 5           |
| 6    | Yuko Kavaguti / Alexander Markuntsov      | Japon       | 10.0   | 8           | 6           |
| 7    | Valerie Saurette / Jean Sebastien Fecteau | Canada      | 10.0   | 4           | 8           |
| 8    | Laura Handy / Jonathon Hunt               | États-Unis  | 10.5   | 7           | 7           |
| 9    | Natalya Ponomareva / Evgeni Sviridov      | Ouzbékistan | 13.5   | 9           | 9           |

### Danse sur glace
| Rang | Nom                                   | Pays       | Points | Danse imposée | Danse originale | Danse libre |
| ---- | ------------------------------------- | ---------- | ------ | ------------- | --------------- | ----------- |
| 1    | Shae-Lynn Bourne / Victor Kraatz      | Canada     | 2.0    | 1             | 1               | 1           |
| 2    | Galit Chait / Sergei Sakhnovski       | Israël     | 5.0    | 3             | 3               | 2           |
| 3    | Margarita Drobiazko / Povilas Vanagas | Lituanie   | 5.0    | 2             | 2               | 3           |
| 4    | Tatiana Navka / Roman Kostomarov      | Russie     | 8.0    | 4             | 4               | 4           |
| 5    | Tanith Belbin / Benjamin Agosto       | États-Unis | 10.0   | 5             | 5               | 5           |
| 6    | Megan Wing / Aaron Lowe               | Canada     | 12.4   | 7             | 6               | 6           |
| 7    | Magali Sauri / Michael Stifunin       | France     | 13.6   | 6             | 7               | 7           |
| 8    | Jessica Joseph / Brandon Forsyth      | États-Unis | 16.0   | 8             | 8               | 8           |
| 9    | Jill Vernekohl / Dmitri Kurakin       | Allemagne  | 18.0   | 9             | 9               | 9           |
| 10   | Nakako Tsuzuki / Rinat Farkhoutdinov  | Japon      | 20.0   | 10            | 10              | 10          |

## Sources
- (en) Résultats du Skate America 2001 sur le site de l'International Skating Union
- (en) Résultats du Skate America 2001
- Patinage Magazine N°80 (Décembre 2001)